# Higashi-Nihombashi (métro de Tokyo)
Higashi-Nihombashi (東日本橋駅, Higashi-Nihonbashi-eki) est une station du métro de Tokyo sur la ligne Asakusa dans l'arrondissement de Chūō à Tokyo. Elle est exploitée par le Bureau des Transports de la Métropole de Tokyo (Toei).

## Situation sur le réseau
La station Higashi-Nihombashi est située au point kilométrique (PK) 14,5 de la ligne Asakusa.

## Histoire
La station Higashi-Nihombashi est inaugurée le 31 mai 1962.

## Service des voyageurs

### Accès et accueil
La station est ouverte tous les jours.
En moyenne en 2015, 78 785 voyageurs ont fréquenté quotidiennement la station.

### Desserte
Ligne Asakusa :

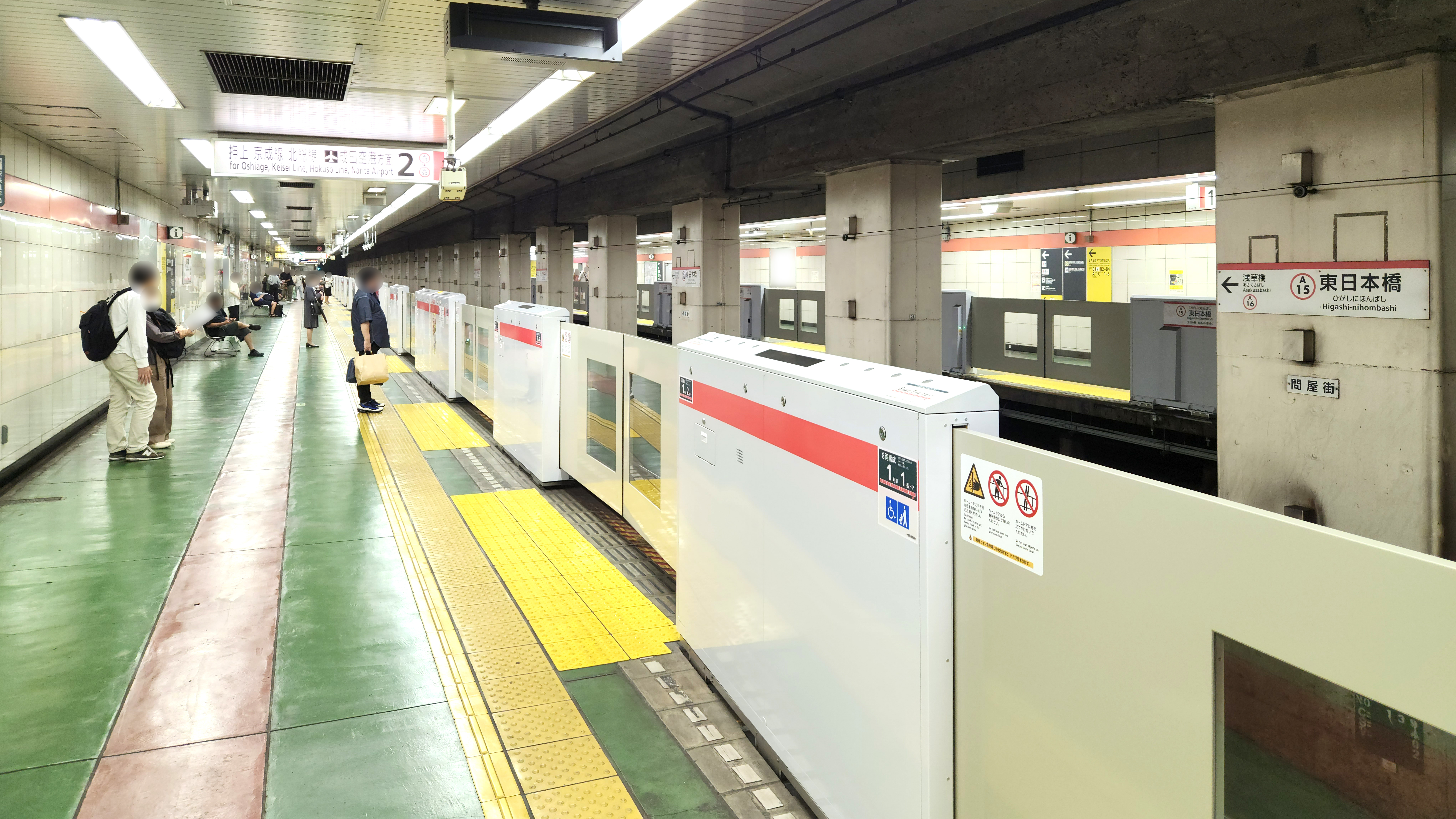
Quais de la station

- voie 1 : direction Sengakuji (interconnexion avec la ligne principale Keikyū pour Shinagawa et l'aéroport de Haneda) ou Nishi-Magome
- voie 2 : direction Oshiage (interconnexion avec la ligne principale Keisei pour Inba-Nihon-Idai, Shibayama-Chiyoda ou l'aéroport de Narita)

## Intermodalité
La station est reliée par des couloirs de correspondance à la gare de Bakurochō (ligne Sōbu) et à la station Bakuro-Yokoyama (ligne Shinjuku).